# Sphenosuchia
Sphénosuchiens
Ce taxon est aujourd'hui obsolète.
Clade
Sphenosuchia (ou les Sphénosuchiens) est un taxon obsolète autrefois considéré comme un sous-ordre fossile de Crocodylomorphes. Le taxon s'échelonnait du Trias supérieur au Jurassique supérieur. La plupart des genres attribués à Sphenosuchia étaient des reptiles de petite taille, graciles, avec une posture de membres érigée. Le taxon a été reconnu comme paraphylétique dans les années 2010.

## Historique
La monophylie du groupe est restée longtemps débattue. Elle semblait soutenue par plusieurs synapomorphies, comme les membres d'une extrême finesse, un carpe compact et un processus coracoïde allongé. Une analyse phylogénétique convaincante était toutefois rendue difficile par la rareté des restes fossiles montrant des caractères diagnostiques.
En 2002, Clark et Sues avaient pensé avoir trouvé un clade possible de Sphénosuchiens incluant Dibothrosuchus, Sphenosuchus et éventuellement Hesperosuchus et Saltoposuchus, laissant d'autres genres dans une position non résolue (Kayentasuchus, Litargosuchus, Pseudhesperosuchus et Terrestrisuchus). Puis James Clark a jugé le groupe paraphylétique, affirmant que des caractères morphologiques avaient été secondairement perdus chez les Crocodylomorphes plus dérivés.

## Chronologie
Les genres attribués à Sphenosuchia s'échelonnaient du Trias supérieur au Jurassique supérieur. Hesperosuchus a été trouvé dans le membre de Blue Mesa de la formation de Chinle, daté du Norien (Trias supérieur). Les fossiles de Junggarsuchus ont été découverts dans le bassin de Junggar (formation de Shishugou), en Chine, dans les formations attribuées soit au Bathonien, soit au Callovien (Jurassique moyen, il y a environ 165 Ma). Macelognathus, qui a vécu en Amérique du Nord au Jurassique supérieur (Kimméridgien et Tithonien, 157 à 145 Ma), est aujourd'hui considéré comme un crocodylomorphe basal de la famille des Hallopodidae.

## Liste des anciens genres de Sphénosuchiens
Ont été classés parmi les Sphénosuchiens notamment les genres suivants :
| Genre                | Statut       | Âge                                               | Lieu                | Formation                                                                | Note | Image |
| -------------------- | ------------ | ------------------------------------------------- | ------------------- | ------------------------------------------------------------------------ | --- | ----- |
| - Barberenasuchus    | Valide       | Trias supérieur                                   | Brésil              | Formation de Santa Maria                                                 | |       |
| - Dibothrosuchus     | Valide       | Jurassique inférieur                              | Chine               | Formation de Lower Lufeng                                                | |       |
| - Dromicosuchus      | Valide       | Trias supérieur                                   | USA                 | Supergroupe de Newark                                                    | |       |
| - Dyoplax            | Valide       | Trias supérieur (Carnien)                         | Allemagne           | Formation de Schilfsandstein                                             | |       |
| - Hallopus           | Valide       | Jurassique supérieur                              | USA                 | Formation de Morrison                                                    | Considéré comme un crocodylomorphe basal de la famille des Hallopodidae. Synonyme possible de Macelognathus. |       |
| - Hesperosuchus      | Valide       | Trias supérieur (Carnien)                         | USA                 | Formation de Chinle                                                      | |       |
| - Junggarsuchus      | Valide       | Jurassique moyen                                  | Chine               | Formation de Shishugou                                                   | |       |
| - Kayentasuchus      | Valide       | Jurassique inférieur (Sinémurien - Pliensbachien) | USA                 | Formation de Kayenta                                                     | |       |
| - Litargosuchus      | Valide       | Jurassique inférieur                              | Afrique du Sud      | Formation d'Elliot                                                       | |       |
| - Macelognathus      | Valide       | Jurassique supérieur                              | USA                 | Formation de Morrison                                                    | Considéré comme un crocodylomorphe basal de la famille des Hallopodidae                                      |       |
| - Parrishia          | Nomen dubium | Trias supérieur                                   | USA                 | Groupe Dockum                                                            | Un sphénosuchien connu seulement par quelques vertèbres                                                      |       |
| - Pedeticosaurus     | Valide       | Jurassique inférieur                              | Afrique du Sud      | Formation d'Elliot                                                       | |       |
| - Phyllodontosuchus  | Valide       | Jurassique inférieur                              | Chine               | Formation de Lower Lufeng                                                | |       |
| - Pseudhesperosuchus | Valide       | Trias supérieur (Norien)                          | Argentine           | Formation de Los Colorados                                               | |       |
| - Redondavenator     | Valide       | Trias supérieur                                   | USA                 | Formation de Redonda                                                     | |       |
| - Saltoposuchus      | Valide       | Trias supérieur (Norien)                          | Allemagne Suisse UK | Formation de Löwenstein Formation de Trossingen Formation de Lossiemouth | |       |
| - Sphenosuchus       | Valide       | Jurassique inférieur                              | Afrique du Sud      | Formation d'Elliot                                                       | |       |
| - Terrestrisuchus    | Valide.      | Trias supérieur                                   | UK                  |                                                                          | |       |
| - Trialestes         | Valide       | Trias supérieur                                   | Argentine           | Formation d'Ischigualasto                                                | Les spécimens connus peuvent être des crocodylomorphes primitifs ou des dinosaures                           |       |